# منتخب الولايات المتحدة تحت 19 سنة لكرة الطائرة للرجال
منتخب الولايات المتحدة تحت 19 سنة لكرة الطائرة للرجال (بالإنجليزية: United States men's national under-19 volleyball team)‏ هو ممثل الولايات المتحدة الرسمي في المنافسات الدولية في كرة طائرة في فئة كرة الطائرة للرجال تحت 19 سنة .